# Günter de Bruyn
Günter Martin de Bruyn, född 1 november 1926 i Berlin, död 4 oktober 2020 i Bad Saarow i Brandenburg, var en tysk författare.
de Bruyn var soldat 1943–1945 och arbetade därefter som lärare. Från 1960-talet livnärde han sig som författare.